# 鄭棟材
鄭棟材，OBE，JP，（1917年—2001年），香港教育家，廣東番禺人。聯合書院第三任校長兼副校長，任內參與籌建香港中文大學，是中大共同創辦人。在中文大學成立後，出任中大成員書院聯合書院的首任院長，以及香港中文大學教育學院院長。
鄭棟材少讀於英皇書院，畢業於香港大學，獲文學士銜。1939年，入教育司署工作，並任教於皇仁書院。戰時參加英軍服務團，後赴英留學，讀於倫敦大學，獲文學碩士銜及教育文憑。
返港後先後任教育司署督學、中文中學會考委員會首屆秘書、教育委員會秘書，同時兼任羅富國師範學院講師，香港大學教育系講師，官立夜中學校長。1954年奉委為二級官學生，為香港華人獲此官階的第二人。後調任新界南約理民府理民官、徙置事務處計劃官、工商業管理處政務主任、工商聯總會諮詢委員會秘書。1960年升任首席副華民政務司，為香港華人第一個升任該職。歷任中文中學會考委員會首屆秘書，工商業管理處政務主任，首席副華民政務司，港府考試委員會副主席、恆基兆業有限公司顧問、馮秉芬有限公司顧問、香港中文大學校董、香港紅十字會主席、香港鄭氏宗親會永遠名譽會長、葛量洪醫院管理委員會主席。

## 個人榮譽
- 大英帝國官佐勳章
- 香港中文大學名譽文學博士。
- 太平紳士

## 以其命名建築
- 香港中文大學聯合書院鄭棟材樓（原名教學樓C座）